# ماريون فيرنوكس
ماريون فيرنوكس (بالفرنسية: Marion Vernoux) (و. 1966  م) هي مخرجة أفلام، وكاتبة سيناريو فرنسية، ولدت في مونتروي ، سين سان دوني.

## جوائز
حصلت على جوائز منها:
- نيشان الفنون والآداب من رتبة ضابط (9 يوليو 2014)[4]
- resident at the Villa Medici ‏[5]

## وصلات خارجية
- ماريون فيرنوكس على موقع IMDb (الإنجليزية)
- ماريون فيرنوكس على موقع ألو سيني (الفرنسية)
- ماريون فيرنوكس على موقع ميوزك برينز (الإنجليزية)
- ماريون فيرنوكس على موقع أول موفي (الإنجليزية)
- ماريون فيرنوكس على موقع قاعدة بيانات الأفلام السويدية (السويدية)
- ماريون فيرنوكس على موقع قاعدة بيانات الفيلم (الإنجليزية)
- ماريون فيرنوكس على موقع كينوبويسك (الروسية)